# Велизаде, Рамиль Али оглы
Рамиль Али оглы Велизаде (азерб. Ramil Əli oğlu Vəlizadə; род. 16 февраля 2004, Баку) — азербайджанский пловец. Бронзовый призёр чемпионата Европы среди юниоров 2022 года, победитель V Игр исламской солидарности (2022). Участник летнего Европейского юношеского Олимпийского фестиваля 2019 в Баку, чемпионатов мира (2021, 2024) и чемпионата Европы 2024 года в Белграде. Будет представлять Азербайджан на Олимпийских играх 2024 в Париже. Мастер спорта Азербайджана (2018).

## Биография
Рамиль Велизаде родился 16 апреля 2004 года в Баку в семье футбольного специалиста Али Велизаде. Плаванием занимается с 5 лет у Юлии Борисовны Дубровиной. С 9 до 11 лет занимался у Махмуда Шахбазова, а с 11 лет он занимается в составе сборной команды в главе у Абдурахманова Рашада. До 17 лет по технике с ним работал Сергей Бондарь и Рашад Алиев. В данный момент технический консультант Иван Петров из Венгрии.
В сентябре 2018 года на открытом чемпионате Азербайджана по плаванию 14-летний Велизаде выполнил норматив на звание мастера спорта.
В июле 2019 года на летнем Европейском юношеском Олимпийском фестивале в Баку Велизаде удалось выйти в финал в соревнованиях 200 метров баттерфляем, где он занял 5-е место.
В июле 2022 года Велизаде выиграл бронзу на дистанции 200 метров баттерфляем на чемпионате Европы среди юниоров в Румынии. Через месяц ему удалось выиграть золото на V Играх исламской солидарности в турецкой Конье.
В августе 2023 года пловец выиграл серебряную медаль на Международном фестивале университетского спорта в Екатеринбурге.
В феврале 2024 года Велизаде выступил на чемпионате мира по водным видам спорта в столице Катара, Дохе. На этом турнире на дистанции 200 метров баттерфляем он показал результат 2 минуты 5.58 секунд, но он не смог пробиться в финал.
В июне 2024 года на чемпионате Европы по водным видам спорта в Белграде Рамилю Велизаде удалось прибиться в полуфинал дистанции 200 метров баттерфляем и завоевать лицензию на летние Олимпийские игры 2024 года в Париже.